# 王喬年
王喬年（1525年—？），字耆卿，山東萊州府高密縣人，明朝政治人物。

## 生平
山東鄉試第五十四名舉人。嘉靖二十九年（1550年）中式庚戌科進士。嘉靖三十年（1551年）任順天府固安縣知縣，嘉靖三十四年（1555年）調補扶溝縣，三十六年八月选授云南道試御史，三十七年二月實授，累官山西布政使司參議。後入祀高密鄉賢祠。光緒《高密縣志》有傳。

## 家族
曾祖王仁；祖父王輔，府教授；父王邦憲，訓導。前母張氏；母李氏。慈侍下。